# 티웨이홀딩스
티웨이홀딩스(Tway Holdings)는 대한민국의 지주회사로 주요종속회사로 티웨이항공이 있다.

## 회사
티웨이홀딩스는 코스피 상장 기업(한국: 004870)이며 2018년 현재 회사 규모는 시가총액 약 2,700억 정도이다.
티웨이항공은 대한민국의 항공운송보조주주업인 티웨이홀딩스에 소속 되어 있다.

## 역사
1945년 태화고무공업사로 설립되었다. 2013년 출판업체 예림당이 티웨이홀딩스와 티웨이항공의 경영권을 인수했다.